# Суарес, Бланка
Бла́нка Марти́нес Суа́рес (исп. Blanca Martínez Suárez; род. 21 октября 1988, Мадрид) — испанская актриса. Известна по ролям в сериалах «Чёрная лагуна», «Ковчег» и «Красавица и чудовище».

## Биография
Бланка родилась в Мадриде 21 октября 1988 года. Во время учёбы в гимназии она брала уроки актёрского мастерства в школе искусств «Artes Escénicas Tritón». Училась в Университете короля Хуана Карлоса, но затем решила заняться актёрской карьерой.
Первая слава пришла к ней после роли Ангелы в фильме «Дрожь». Ей было всего восемнадцать лет. Настоящий успех пришёл к молодой актрисе, когда в 2007 году вышел сериал «Чёрная лагуна», где она исполнила роль Хулии. Первоначально роль Хулии была второстепенной, но вскоре она перешла в основной состав.
После завершения сериала «Чёрная лагуна» Бланка подписала контракт с каналом «Antena 3» на участие в новом сериале «Ковчег» вместе с Марио Касасом, с которым уже снималась в фильме «Неоновая плоть» и приняла предложение Педро Альмодовара сыграть в его новом фильме «Кожа, в которой я живу» с участием Антонио Бандераса. Позже Педро позвонил Бланке и предложил поучаствовать ещё в одном своём фильме «Я очень возбуждён».
В 2013 году снялась в эпизоде телесериала «Расскажи мне историю», где сыграла Белоснежку. В 2015 снялась в мини-сериале «Наши», вместе с Уго Сильвой, в телесериале «Император Карлос» в роли Изабеллы Португальской, в фильме «Потерянный север», где сыграла вместе с Йоном Гонсалесом и в фильме «Убойный огонёк» с Марио Касасом и Уго Сильвой, за роль которую была номинирована на премию «Feroz» как «Лучшая женская роль второго плана».
В 2012 году была названа «Женщиной года» в испанской версии журнала GQ.

## Личная жизнь
В 2009 году Бланка начала встречаться с испанским актёром Хавьером Перейра. Пара рассталась в 2011 году.
С февраля 2011 года встречалась с актёром Мигелем Анхелем Сильвестре, но в 2014 году пара рассталась.
С января 2014 до сентября 2014 года встречалась с Дани Мартином.
В марте 2018 года начала встречаться со своим давним партнёром по сериалу и фильмам, Марио Касасом. Пара рассталась в октябре 2019 года.
В октябре 2019 года Бланка начала встречаться с испанским актёром Хавьером Реем.

## Фильмография
| Фильмы и телесериалы | Фильмы и телесериалы                              | Фильмы и телесериалы      | Фильмы и телесериалы |
| Год                  | Название                                          | Роль                      | Примечание           |
| -------------------- | ------------------------------------------------- | ------------------------- | -------------------- |
| 2007—2010            | Чёрная лагуна                                     | Хулия Медина              | главная роль         |
| 2008                 | Озноб                                             | Анхела                    | дебютная роль        |
| 2008                 | Трусы                                             | Редакторша                |                      |
| 2009                 | Утечка мозгов                                     | Ангельский голос          |                      |
| 2009                 | Консул Содома                                     | Сандра                    |                      |
| 2010                 | Неоновая плоть                                    | Вероника                  | главная роль         |
| 2011                 | Кожа, в которой я живу                            | Норма                     |                      |
| 2011—2013            | Ковчег                                            | Айноа Монтеро             | главная роль         |
| 2012                 | Короли рулетки                                    | Ингрид                    |                      |
| 2012                 | Апельсиновый мёд                                  | Кармен                    | главная роль         |
| 2013                 | Я очень возбуждён                                 | Рут                       |                      |
| 2013                 | Расскажи мне сказку                               | Ньевес                    |                      |
| 2014                 | Красавица и чудовище                              | Белла                     | главная роль         |
| 2015                 | Потерянный север                                  | Карла                     | главная роль         |
| 2015                 | Убойный огонёк                                    | Палома                    | главная женская роль |
| 2015—2016            | Карлос, король и император                        | Изабелла Португальская    |                      |
| 2015— 2019           | Наши                                              | Изабель Сантана           |                      |
| 2016                 | Моя пекарня в Бруклине                            | Даниэлла                  | главная роль         |
| 2016                 | Что скрывалось в их глазах                        | Кармен                    | главная роль         |
| 2017                 | Дикая история                                     | Элена                     | главная роль         |
| 2017—2020            | Телефонистки                                      | Альба Ромеро/Лидия Агилар | главная роль         |
| 2018                 | Спустя некоторое время                            | Мендес                    | главная женская роль |
| 2019                 | Несмотря ни на что                                | Сара                      | главная роль         |
| 2020                 | Прожитое лето                                     | Люсия Вега                | главная женская роль |
| 2021                 | Ягуар                                             | Изабель Гарридо           | главная роль         |
| 2021                 | Чёрная лагуна: Вершины                            | Хулия Медина              | 1 эпизод             |
| 2022                 | Как соблазнить девушку, или О чем говорят мужчины | Лорена                    | главная женская роль |
| 2022                 | Тест                                              | Берта                     | главная роль         |